# La Picossa (Capçanes)
La Picossa és una muntanya de 490 metres que es troba al municipi de Capçanes, a la comarca catalana del Priorat.